# Allerton (Iowa)
Allerton è una città degli Stati Uniti, situata nella Contea di Wayne, nello Stato dell'Iowa

## Geografia fisica
La città è situata a 40°42′26″N 93°22′02″W (40.707108 -93.3672539). Allerton ha una superficie di 3,0 km², interamente coperti da terra. Le città limitrofe sono: Clio, Corydon, Humeston, Lineville, Millerton, Powersville, Promise City e South Lineville. Allerton è situata a 335 m s.l.m.

## Società

### Evoluzione demografica
Al censimento del 2000, Allerton contava 559 abitanti e 231 famiglie. La densità di popolazione era di 186,33 abitanti per chilometro quadrato. Le unità abitative erano 287, con una media di 95,66 per chilometro quadrato. La composizione razziale contava il 99,28% di bianchi, lo 0,18% di asiatici e lo 0,54% di altre razze. Gli ispanici e i latini erano lo 0,89% della popolazione residente.